# کاولسدورف (برلین)
کاولسدورف (به آلمانی: Berlin-Kaulsdorf) یک منطقهٔ مسکونی در آلمان است که در Marzahn-Hellersdorf واقع شده‌است. کاولسدورف ۱۸٬۹۴۱ نفر جمعیت دارد.